# Пельисер, Пилар
Пилар Пельисер Лопес (исп. Pilar Pellicer Lopez; 12 февраля 1938, Мехико, Мексика — 16 мая 2020, там же) — мексиканская актриса кино и телевидения, продюсер и режиссёр.

## Биография
Родилась 12 февраля 1938 года в Мехико в многодетной семье Сесара Пельисера Санчес и Пилар Лопес Льего. У нее 8 братьев и сестра Пина. Племянница знаменитого мексиканского поэта и общественного деятеля Карлоса Пельисера.
После окончания средней школы поступила на обучение в Академию современного танца, так как с детства мечтала быть балериной, но после знакомства с мексиканским актёром и режиссёром японского происхождения Секи Сано, решила стать актрисой. Поступила на обучение в UNAM на философский факультет и в Национальный институт изящных искусств. В мексиканском кинематографе дебютировала в 1955 году и с тех пор приняла участие в 62 работах в кино и телесериалах в качестве актрисы, продюсера и режиссёра. В том же году вместе с ней дебютировала её сестра, актриса Пина Пельисер (1934—1964; покончившая жизнь самоубийством).
В 1959 году работала в фильме Луиса Бунюэля «Назарин», вместе с Маргой Лопес, Ритой Маседо, Игнасио Лопесом Тарсо и Офелией Гильмейн. В том же году получила стипендию от Французского института Латинской Америки для обучения актёрскому мастерству в Париже, где оставалась в течение шести лет, работая в кино и театре.
Лауреат Премии Ариэль 1975 года за лучшую женскую роль в фильме La Choca (Женщина со шрамом, 1974).
Ряд последних телесериалов с 2005 по 2011 год с участием актрисы оказались наиболее успешными.
Скончалась 16 мая 2020 года в Мехико от коронавируса.

### Личная жизнь
Пилар Пелиссер состояла в браке дважды.
- Первым супругом являлся скульптор Джеймс Меткалф. В этом браке у неё родилась дочь Араидна, которая вскоре пошла по стопам своей матери. После 15 лет брака, супруги развелись. Дочь Ариадна подарила своей матери внучку Эрендиру.
- Вторым супругом является адвокат Хавьер Галльястеги.

## Фильмография

### В качестве актрисы
- Просыпаться с тобой (сериал, 2016) Despertar contigo
- Дорога к судьбе (сериал, 2016) Un camino hacia el destino … Directora
- Кошка (сериал, 2014) La Gata … Doña Rita
- Как говорится (сериал, 2012—2016) Como dice el dicho … Claudia
- Триумф любви (сериал, 2010—2011) Triunfo del amor … Eva
- Роза Гваделупе (сериал, 2008—2013) La rosa de Guadalupe … Lucrecia
- Женщины-убийцы (сериал, 2010) Mujeres asesinas … Amparo
- Женщина, случаи из реальной жизни (2005) Mujer, casos de la vida real
- Мачеха (сериал, 2005—2007) La madrastra … Sonia
- Рожденный без греха (сериал, 2001) Sin pecado concebido … Dolores 'Loló' De La Bárcena y De Teresa
- Первая любовь (сериал, 2000—2001) Primer amor… a mil por hora … La Chonta
- Украденные автомобили (видео, 1998) Campo de ortigas … Aurora
- Ураган (сериал, 1997) Huracán … Aunt Ada
- Que hora es? (1996) … короткометражка + режиссёр + продюсер
- Нежная волна (1992) Marea suave
- Девчушки (сериал, 1991) Muchachitas … Martha
- Un asesino anda suelto (1991)
- Ловушка (сериал, 1988) La trampa … Emma (1988)
- Секретная тропа (сериал, 1986) El camino secreto … Yolanda
- Amor a la vuelta de la esquina (1986)
- Dulce espiritu (1985)
- Showdown at Eagle Gap (1982) … Señora Romero
- Зорро, голубой клинок (1981) Zorro: The Gay Blade … Don Francisco’s Wife
- Con la muerte en ancas (1980) … Madre de Casey
- Rigo es amor (1980) … La Tulipana
- Пожизненное заключение (1979) Cadena perpetua … Mujer de Pantoja
- Три женщины в пламени костра (1979) Tres mujeres en la hoguera … Mané
- Los amantes frios (1978) … Jacinta (segment 'El difunto al pozo y la viuda al gozo')
- Договор любви (сериал, 1977) Pacto de amor … Blanca (1977)
- El mexicano (1977)
- Balún Canán (1977)
- Las poquianchis (De los pormenores y otros sucedidos del dominio público que acontecieron a las hermanas de triste memoria a quienes la maledicencia así las bautizó) (1976) … Santa
- Беззащитный (сериал, 1975) Lo imperdonable
- Чока – Женщина со шрамом (1974) La choca … La Choca
- El festin de la loba (1972)
- Manuel Saldivar, el texano (1972)
- Los perturbados (1972)
- Честная женщина (1972) Una mujer honesta
- Siempre hay una primera vez (1971)
- El mundo del los muertos (1970)
- ¿Por qué nací mujer? (1970) … Josefa
- La trinchera (1969)
- Санта (1969) Santa
- Los amigos (1968)
- Визиты дьявола (1968) Las visitaciones del diablo … Paloma
- День злого оружия (1968) Day of the Evil Gun … Lydia Yearby
- Педро Парамо (1967) Pedro Páramo … Susana San Juan
- Tajimara (1965) … Cecilia
- Пятнадцатилетняя (1960) Quinceañera … Olivia
- Твоё достоинство (сериал, 1959) Honraras a los tuyos
- Escuela de verano (1959) … Magdalena Dávila
- La vida de Agustín Lara (1959) … Admiradora
- El vendedor de muñecas (1955)

#### В титрах не указана
- Бандиты (1967) The Bandits
- Гангстер (1965) El gángster
- Лихорадка приходит в Эль-Пао (1959)La fièvre monte à El Pao … Pilar Cárdenas
- Назарин (1959) Nazarín … Lucía

#### Камео
- Grandes finales de telenovelas (ТВ, 2010) … Martha Sánchez-Zúñiga de Cantú
- Разлучённые (сериал, 1997) Desencuentro
- Un Buñuel mexican (1997)
- Memoria del cine mexicano (1993)

### В качестве режиссёра
A poco somos de alto riesgo (1994) … короткометражка

## Театральные работы
- 2015 — Под взглядом мух